# Sarcophaga lehmanni
Sarcophaga lehmanni är en tvåvingeart som beskrevs av Mueller 1922. Sarcophaga lehmanni ingår i släktet Sarcophaga och familjen köttflugor. Arten är reproducerande i Sverige. Inga underarter finns listade i Catalogue of Life.